# Mosjö församling
Mosjö församling var en församling i Strängnäs stift och i Örebro kommun i Örebro län. Församlingen uppgick 2010 i Mosjö-Täby församling.

## Administrativ historik
Församlingen har medeltida ursprung och var till 2010 moderförsamling i pastoratet Mosjö och Täby. Församlingen uppgick 2010 i Mosjö-Täby församling.

## Kyrkobyggnader
- Mosjö kyrka.